# دوغ كايل
دوغ كايل (بالإنجليزية: Doug Kyle) هو منافس ألعاب قوى كندي، ولد في 22 يوليو 1932 في تورونتو في كندا.

## وصلات خارجية
- دوغ كايل على موقع الاتحاد الدولي لألعاب القوى (الإنجليزية)
- دوغ كايل على موقع رابطة إحصائيات سباق الطريق (الإنجليزية)
- دوغ كايل على موقع أوليمبيديا (الإنجليزية)